# Liste der Geotope im Landkreis Helmstedt
Die Liste der Geotope im Landkreis Helmstedt nennt die Geotope im Landkreis Helmstedt in Niedersachsen. Einige dieser Geotope stehen zugleich als Naturdenkmal (ND), Landschaftsschutzgebiet (LSG), Naturschutzgebiet (NSG) oder Teil von diesen unter Schutz.
| Geotop-Nr. | Bezeichnung                                                                  | Ort                                                                                             | Bemerkung | Koordinaten                      | Bild                                                   |
| ---------- | ---------------------------------------------------------------------------- | ----------------------------------------------------------------------------------------------- | --- | -------------------------------- | ------------------------------------------------------ |
| 3631/04    | Sandsteinbruch                                                               | ca. 1,2 km O Querenhorst                                                                        | Geotoptyp: Schichtfolgen. Länge 140 m, Breite 70 m, Höhe 4 m. Stratigraphie: Trias-Oberer Keuper (Rhät). Petrographie: helle, gelblich- bis bräunlich-graue dickbändige Sandsteine mit dünnen dunkelgrauen Tonstein-Zwischenlagen.       | 52° 20′ 9,6″ N, 10° 59′ 6″ O     |                                                        |
| 3730/05    | Lutterquelle, Überlauf-Karstquellen                                          | südlich Königslutter                                                                            | Geotoptyp: Quelle. Länge 800 m, Breite 50 m, Durchmesser 10 m. Stratigraphie: Trias-Unterer Muschelkalk. Im Landschaftsschutzgebiet LSG-HE 16 "Elm".                                                                                     | 52° 14′ 9,5″ N, 10° 48′ 27,2″ O  | weitere Bilder                                         |
| 3730/06    | Erdfall „Gütte“ im Muschelkalk                                               | ca. 3 km S Königslutter                                                                         | Geotoptyp: Erdfall. Länge 50 m, Breite 30 m. Eine Doline mit ganzjährigem Wasserstand, entstanden durch Gipsauslaugung. Stratigraphie: Quartär-Holozän. Im Landschaftsschutzgebiet LSG-HE 16 "Elm".                                      | 52° 12′ 49″ N, 10° 48′ 39,6″ O   | weitere Bilder                                         |
| 3730/07    | Riesberger Moor                                                              | ca. 1,2 km SO Rieseberg, Königslutter                                                           | Geotoptyp: Niedermoor. Größe 1,6 km². Stratigraphie: Quartär-Holozän. Petrographie: stark zersetzter Seggentorf, Mächtigkeit 1,5–2 (max. 2,7) m. Im Naturschutzgebiet NSG-BR 005 "Rieseberger Moor".                                     | 52° 17′ 5,6″ N, 10° 48′ 29,2″ O  | weitere Bilder                                         |
| 3730/08    | „Kreuzquelle“                                                                | ca. 1,6 km südlich Bornum, Königslutter                                                         | Geotoptyp: Quelle. Länge 2 m, Breite 20 m. Stratigraphie: Trias-Oberer Muschelkalk. Im Landschaftsschutzgebiet LSG-WF 22. | 52° 14′ 33″ N, 10° 45′ 21,6″ O   | Kreuzquelle im Elm oberhalb Bornum, Getop GTP 3730/08. |
| 3730/09    | Schaumkalkbänke „Tiefental Ost“                                              | ca. 1,7 km westl. des Whs. Lutterspring, Königslutter                                           | Geotoptyp: Sedimentstrukturen. Länge 200 m, Breite 70 m, Höhe 20 m. Stratigraphie: Trias-Unterer Muschelkalk. Petrographie: dünnplattige Wellenkalke und dickere mächtigere Schaumkalkbänke. Im Landschaftsschutzgebiet LSG-HE 16 "Elm". | 52° 14′ 7,1″ N, 10° 46′ 55,6″ O  | weitere Bilder                                         |
| 3730/10    | „Kuhspring“, Schichtquelle                                                   | ca. 1 km SW Königslutter                                                                        | Geotoptyp: Quelle. Länge 10 m, Breite 5 m. Die Schichtquelle bildet einen Teich. Stratigraphie: Trias-Oberer Muschelkalk. Im Landschaftsschutzgebiet LSG-HE 16 „Elm“ und LSG-WF 22.                                                      | 52° 14′ 32,3″ N, 10° 47′ 34,4″ O | Kuhspring, Quelle südlich des Quellteichs              |
| 3731/01    | Ehem. Eisenerztagebau „Grube Ernst-August“                                   | in Rottorf am Klei, Rennau                                                                      | Geotoptyp: Eisenerzaufschluss. Länge 300 m, Breite 160 m, Höhe 10 m. Stratigraphie: Jura, Lias gamma (Carixium). Petrographie: Ehem. Eisenerzgrube mit See.                                                                              | 52° 17′ 50,6″ N, 10° 56′ 53,9″ O | Sedimente in der Grube Ernst-August                    |
| 3731/02    | Bockshornklippe (Knollenquarzit)                                             | am NO Ortsende von Groß Steinum, Königslutter                                                   | Geotoptyp: Sandsteinklippe. Länge 15 m, Höhe 6 m. Stratigraphie: Tertiär-Miozän. Naturdenkmal ND-He 16. | 52° 16′ 7,7″ N, 10° 52′ 33,6″ O  |                                                        |
| 3731/05    | Aufschluss im N Bereich der Tongrube                                         | ehem. Ziegeleigrube am NW Ortsende von Helmstedt                                                | Geotoptyp: Richtprofil. Länge 40 m. Stratigraphie: Trias - Oberer Keuper (Rhät) bis Jura, Lias Schichten. Naturdenkmal ND-HE 21. Im Landschaftsschutzgebiet LSG-HE 19.                                                                   | 52° 14′ 36,6″ N, 10° 59′ 27,6″ O |                                                        |
| 3731/06    | Erdfallrinne im Oberen Buntsandstein                                         | ca. 500 m N Groß Steinum                                                                        | Geotoptyp: Erdfall. Länge 1200 m, Breite 200 m. Stratigraphie: Quartär-Holozän. Im Landschaftsschutzgebiet LSG-HE 13. | 52° 16′ 22,8″ N, 10° 52′ 48″ O   |                                                        |
| 3831/02    | Schunterquelle                                                               | ca. 1,1 km SW Räbke                                                                             | Geotoptyp: Quelle. Mehrere Quelltöpfe. Länge 400 m, Breite 100 m, Höhe 20 m. Stratigraphie: Trias-Oberer Muschelkalk. Naturdenkmal ND-He 10. Im Landschaftsschutzgebiet LSG-He 19.                                                       | 52° 11′ 15,7″ N, 10° 51′ 26,6″ O | 2 Quellbereiche der Schunter                           |
| 3831/03    | Findling „Goldener Hirsch“                                                   | ca. 2 km W Schöningen im SO Teil des Elms                                                       | Geotoptyp: Findling. Breite 6 m, Höhe 2,5 m. Stratigraphie: Quartär-Pleistozän. Petrographie: Knollenquarzit des Tertiärs. Im Landschaftsschutzgebiet LSG-WF 22.                                                                         | 52° 8′ 32,6″ N, 10° 55′ 36,8″ O  |                                                        |
| 3831/04    | Erdfälle, Pingen und Quellen                                                 | SO Teil des Elms, Schöningen                                                                    | Geotoptypen: Erdfall, Quelle, Pingo. Länge 8500 m, Breite 4000 m. Stratigraphie: Trias-Oberer Muschelkalk bis Quartär. Im Landschaftsschutzgebiete LSG-He 16 und LSG-WF 22.                                                              | 52° 8′ 8,2″ N, 10° 50′ 1″ O      |                                                        |
| 3831/05    | Quelle „Güldenspring“                                                        | ca. 900 m SW Warberg-Räbke                                                                      | Geotoptyp: Quelle. Quelltopf 50 × 50, Länge Quelle mit Quelltopf ca. 220 m. Breite 50 m. Stratigraphie: Trias-Oberer Muschelkalk. Im Landschaftsschutzgebiet LSG-He 16.                                                                  | 52° 10′ 31,8″ N, 10° 54′ 15,5″ O |                                                        |
| 3930/01    | Solequelle                                                                   | Gevensleben, im Soltautal zwischen Barnstorf und Watenstedt nahe der Watenstedter Zuckerfabrik. | Geotoptyp: Solequelle. Länge 5 m, Breite 7 m. Höhe 1 m. Stratigraphie: Trias-Buntsandstein bis Trias-Muschelkalk. Petrographie: mehrere Quelltöpfe. Naturdenkmal ND-HE 9.                                                                | 52° 5′ 25,8″ N, 10° 49′ 16,7″ O  | Solequelle zwischen Barnstorf und Watenstedt           |
| 3931/01    | Ehemaliger Abbau im Rötgips des Höckels                                      | Beierstedt, an der Straße von Watenstedt ca. 700 m O Watenstedt nach Jerxheim.                  | Geotoptyp: Richtprofil. Länge 100 m, Breite 50 m, Höhe 10 m. Stratigraphie: Trias-Oberer Buntsandstein (Röt). | 52° 5′ 22,6″ N, 10° 51′ 5,8″ O   |                                                        |
| 3931/02    | Hauptrogensteinbank und Stromatolithe im ehem. Steinbruch im NSG "Heeseberg" | ca. 900 m N Beierstedt                                                                          | Geotoptyp: Fossilvorkommen. Länge 60 m, Breite 30 m. Höhe 6 m. Stratigraphie: Trias-Unterer Buntsandstein. Petrographie: 1 Sohle. Im Naturschutzgebiet NSG-BR 008 "Heeseberg".                                                           | 52° 5′ 1,1″ N, 10° 51′ 24,3″ O   | weitere Bilder                                         |
| 3931/06    | Findling                                                                     | am Bruch-Berg ca. 1,1 km SO Jerxheim                                                            | Geotoptyp: Findling. Breite 2 m, Höhe 1,3 m. Stratigraphie: Quartär-Pleistozän. Petrographie: Granit, rötlich. | 52° 4′ 14,3″ N, 10° 54′ 28,4″ O  | Findling bei Jerxheim                                  |
| 3931/07    | Salzwiese Seckertrift mit Austritten salzhaltigen Grundwassers               | ca. 2 km SO Jerxheim                                                                            | Geotoptyp: Quelle. Fläche 4,0 ha. Im Naturschutzgebiet NSG BR 011 "Salzwiese Seckertrift". | 52° 4′ 48,4″ N, 10° 54′ 27,2″ O  | weitere Bilder                                         |
| 3931/07    | Kalksteinbruch am Lohlberg                                                   | ca. 2 km SO Jerxheim                                                                            | Geotoptyp: Gesteine. Länge 385 m, Breite 115 m. Fläche 4,0 ha. Stratigraphie: Trias-Unterer Muschelkalk. Im Naturschutzgebiet NSG BR 076 "Kalksteinbruch am Lohlberg".                                                                   | 52° 5′ 12,1″ N, 10° 52′ 48,4″ O  | weitere Bilder                                         |